# 리보의 에일레드

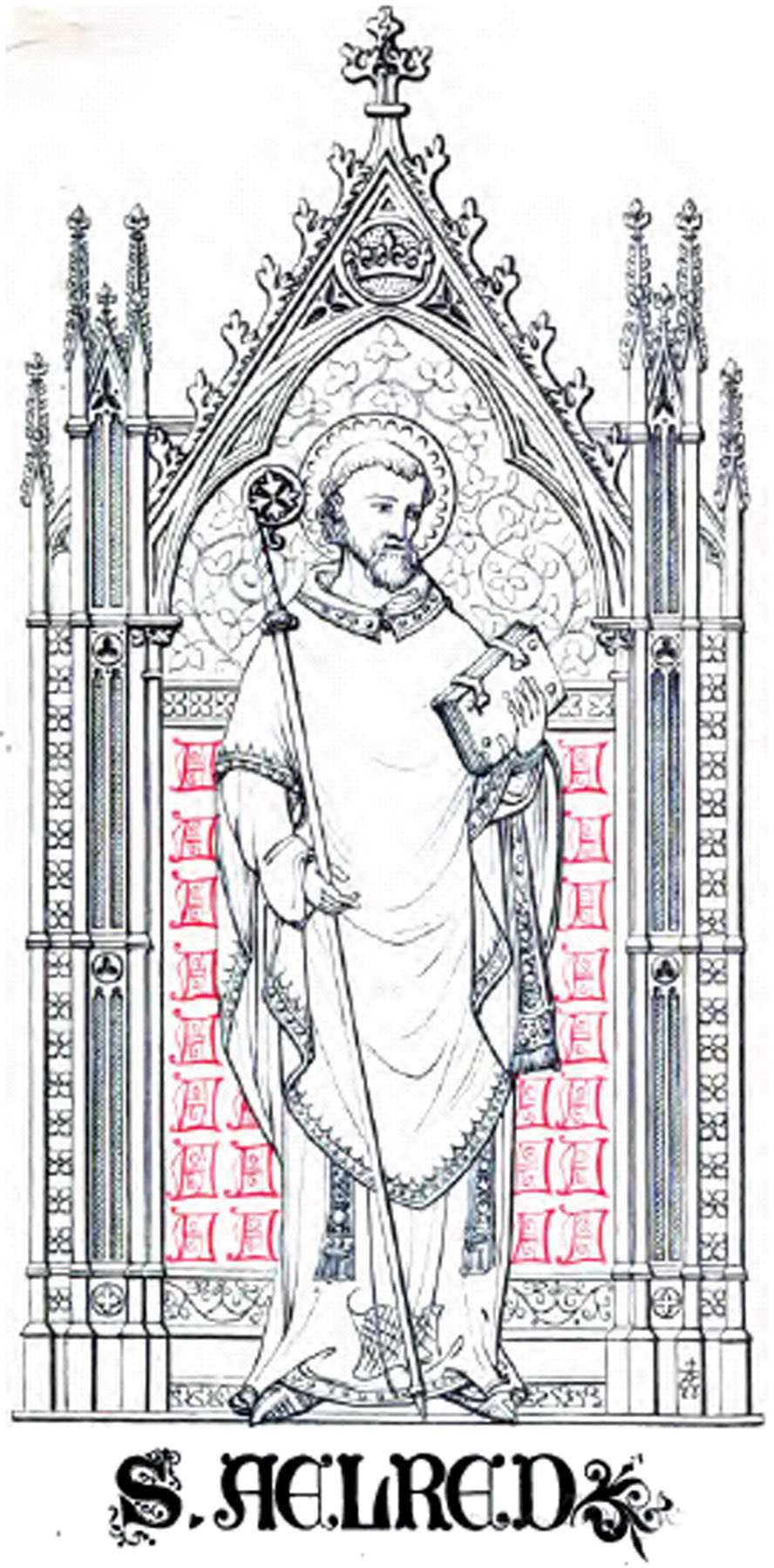

리보의 에일레드(라틴어: Aelredus Riaevallensis); 또한 Ailred, Ælred 및 Æthelred (1110년 – 1167년 1월 12일)은 영국의 시토회 수도사였으며, 1147년부터 죽을 때까지 리보의 수도원장이자 작가로 알려져있다. 가톨릭 교회와 일부 성공회 신자들은 그를 성인으로 받아들인다.
에일레드는 1110년 노섬브리아 주 헥삼에서 출생했다. 헥삼에 있는 성 앤드루의 신부인 에일라프의 세 아들 중 한 명이었다. (이 에일라프 자신도 더럼의 회계 담당자인 동명의 에일레프의 아들이었다).